# Dagana, Senegal
Dagana är en stad och kommun i norra Senegal och är belägen vid Senegalfloden, vid gränsen mot Mauretanien. Den ligger i regionen Saint-Louis och har cirka 25 000 invånare.